# 一灘血
一灘血故事，促成釋證嚴創立慈濟基金會的故事，經調查認證為有爭議事件。在1966年間，釋證嚴於花蓮縣鳳林鎮一家診所看到地上一攤血，經人轉述，得知有一名原住民婦人因無法負擔醫藥費而遭醫院拒收，回途過程中不幸身亡的故事。此故事促成釋證嚴日後創辦慈濟功德會與慈濟醫院的動機。於2001年間被國立編譯館及教育部納入國民中學公民與道德教師手冊文化生活第4冊第4課教材中。
2003年，鳳林鎮醫師莊汝貴的子女，認為這個故事中的醫師，影射其父，否認曾有此事發生，並對此提起刑事及民事訴訟。釋證嚴於刑事部份獲判無罪，但民事部份，判決釋證嚴敗訴，應賠償101萬元。釋證嚴於民事部分未上訴，本案終結。但是當年這個事件的真實發生狀況，轉述或親見，因為年代久遠，雙方都只能提供自己記得及認定的過程，至今仍無法確認。

## 事件概述
據稱於1966年間，釋證嚴到花蓮縣鳳林鎮一家診所探訪徒弟德融的父親，看到地上有一灘血，聽人說起這血說是「一位原住民婦人被人抬了8小時後到醫院，卻因繳不起8千元保證金而被醫院拒收，最後又被抬走所留下的一灘血」。在此事件後，釋證嚴決心創辦醫院，與其弟子及信徒共同以小額捐獻方式，建立慈濟功德會與慈濟醫院，以幫助因經濟困難無法就醫的民眾。
2001年4月，慈濟慶祝35週年慶時，當年向釋證嚴轉述一灘血故事的婦人李滿妹參與，經媒體詢問後公開報導，指出該私人診所為「莊姓醫師」。在花蓮縣鳳林鎮開設莊內外科診所的莊汝貴醫師家屬，認為這個故事影射其父，破壞其父名譽，向釋證嚴提起民事及刑事訴訟。
釋證嚴在刑事訴訟中，獲判無罪定讞。在民事訴訟中，被花蓮地方法院認為，法院認為，證人的證詞在一些地方有出入，例如無法清楚說明醫院要求支付款項的名目。法官認為，「因八千元被拒收」，與「八千元保證金被拒收」不同，八千元亦可能為醫藥費或預收款等。釋證嚴未查證此事的真假就對外傳述，造成莊汝貴醫師名譽受損，需負擔過失責任，判決應賠償101萬元。
在判決之後，當年的一些當事者，包括李滿妹，以及曾協助抬送該名原住民孕婦至莊內外科診所就診的鄰居陳文謙，都曾出面，在記者會中宣稱：「當年的確曾經發生此事，該位原住民婦女名為陳秋吟，因難產，由其親友四人，由台東豐濱鄉走了將近8小時，將她抬至花蓮鳳林鎮莊內外科診所就診，但因無力支付款項，無法在診所中就診，之後只能將此位孕婦再抬離醫院，最後不幸逝世」。
莊汝貴醫師的子女則認為其父長期在鳳林鎮行醫，曾獲醫療奉獻獎，並沒有拒收病患的事情，否認此事的真實性。
釋證嚴最終決定民事部份不再上訴。
2008年4月14日~2017年1月30日 慈濟基金會網頁維持1966年釋證嚴在花蓮探病時目睹原住民難產婦人的一灘血，而非法院證詞的聽人說。

## 事件過程
2003年8月6日，自訴人莊汝貴的子女不服一審無罪判決提起上訴，花蓮高分院審理，法官張健河以不符法定上訴程序為由，判決駁回上訴，不得再上訴。釋證嚴無罪確定。而民事官司部分，花蓮地方法院於8月22日一審判決釋證嚴應負擔過失責任而賠償原告。
8月24日，見證人召開記者會。
9月7日「一灘血」原住民受害人家屬召開記者會，由當年扛抬受難產婦陳秋吟（力行）之友「陳文謙」現身說法，當日有十四家媒體採訪，TVBS全程現場直播。
9月17日，釋證嚴公開聲明：民事部分決定不上訴。

## 事件關係人
原住民阿美族婦女力行（漢名為陳秋吟）
「一灘血」事件的主角，難產，大量出血，已往生。1966年、當時由東海岸的豐濱(Fakong)出發，四個人(力行的先生潘宛老、養子潘武雄、表弟，和鄰居陳文謙)用椅子當轎子抬著難產不斷流血的力行，力行不斷痛的哭嚎，走了將近8小時才到鳳林(Cingaloan)莊汝貴醫師的「莊內外科」診所。2003年9月7日陳文謙用阿美語(Pangcah)說：…潘宛老頻頻操著日語向醫生求情，還聽到力行痛苦的呻吟…最後一趟走出來，(潘宛老)是低著頭，哭著對我說「醫生說沒有"保證金"("該款項"八千元(1966年的新臺幣幣值、以當時的幣值計算，每CC鮮血的成本，至少四元。粗估力行至少需輸2000cc的血液))，不看力行…」；陳文謙接著說：「…回程的路上…才走到一半，還不到光復(Fata'an)的途中，力行的丈夫大聲的嘶吼：『力行走了！力行走了！』我們將力行放下，她的丈夫邊哭邊叫著：『不要睡著！不要睡著！快起來，我們就快要到家了！』但，力行還是跟祖先走了…」其實"該款項"究竟是什麼名目（保證金或現金!）並不重要；也不認為法律有否需要探討。重要的是：『…病患力行確因家屬無法繳納一筆款項故而醫生不看力行，力行被抬離診所並導致死亡，這才是此一事件(一灘血)的核心問題…』
見證人李滿妹
據說是將「一灘血」的故事，說給釋證嚴聽的人。但這個故事有釋證嚴親眼所見和聽李滿妹轉述這兩個版本。莊醫師後代對慈濟的告訴事件起因是因為李滿妹於2001年面對媒體採訪時直接指出一灘血事件的關係醫生姓莊，而當地當年沒有第二位同姓醫生。
依照臺灣花蓮地方法院民事判決　九十年度訴字第二五六號判決書中的記載：（判決書中的甲○○就是李滿妹，而在日後的記者會（見弘誓電子報第63期）就很明確記載其保證金的講法)指稱「就「（保證金）八千元」，甲○○之陳述先後有差異：
A刑事庭調查初訊稱「問他為什麼要走了，他回答說要付八千元，他們沒有錢就走了（參見刑案卷一，第一八五頁）」，隨後稱「（法官問：原住民當初有無告訴你是保證金八千元）他是有告訴我錢要八千元」、「（法官問：為何跟被告證嚴法師說是保證金八千元）我沒有講保證金，我只有講要八千元」（參見刑案卷一，第一九六頁），刑事庭審理時則稱「（法官問：對余相來到本院所述有何意見）要先交八千元（參見刑案卷三，第一五五頁）」、「（法官問：對證人許清山、陳春萬、陳春億有何意見）保證金他先拿八千元，是原住民講給我聽的（參見刑案卷三，第一五六頁）」。B而在大愛台專訪的錄影帶中，一開始也是說「要八千元（未說明性質，也未提到保證金）」，而後主持人問為什麼知道是保證金八千元？還是說「錢要八千元」，主持人隨即問交不出錢怎麼辦，則稱「我也不知道」，而後主持人繼續問情形如何？才說「告訴上人是要繳保證金八千元」；但一直說明「一直在場，醫生都沒有出來」等等。C在慈濟三十五週年記者訪問時，說「當時大愛台記者也都在旁邊，並訪問我，我就告訴他原住民難產要八千元的事情（參見刑案卷一，第一九六頁）」，然而聯合報之刊登內容是「去莊醫師那裡看病：：：，繳不出八千元的保證金，只好把人又抬走，留下地上的一灘血」（參見本院卷一，第二二頁），刑事庭訊問該報導之記者梁玉芳，其稱「（法官問：甲○○有無講到保證金八千元）有講到八千元，至於有無講到保證金我不能確定，因為我們之前就知道一灘血故事」（參見刑案卷一，第二00頁）。」
見證人原住民陳文謙、李烏吉、林世妹、及當年鳳林病患余相來
莊汝貴醫生
在花蓮縣鳳林鎮行醫40多年，開設「莊內外科」診所，曾於1990年獲頒「中華民國第一屆偏遠地區優良醫師奉獻獎」，是當時鳳林鎮唯一的莊姓醫生。據醫療奉獻獎主辦單位中華民國立法院厚生會網站的得奬者簡介，莊醫生不收掛號費，沒有帳冊，根本不清楚哪位病患欠了診所多少錢。家屬表示，官司審結時，莊醫生因病重而無法言語，但激動落淚。
莊醫生家屬另因為此案蒐集資料而遭慈濟反告恐嚇和違反著作權，後續發展不明。
釋證嚴
因「一灘血」的事件，民事部分花蓮地方法院和議庭認定釋證嚴所言八千元「保證金」（八千元亦可能為醫藥費或預收款等）部份有過失侵害他人權利的行為，因此判決必須賠101萬。慈濟曾於2003年8月22日發表公開聲明，堅持一灘血事件是事實，而證嚴也將會上訴。但隨後於9月17日，釋證嚴公開聲明：民事部分決定不上訴。全案暫告終結。

## 外部連結
- 慈濟如何化危機為轉機？投書到《自由時報》2001年7月30日
- 「一灘血」故事　慈濟發函編譯館勿更動教冊內容原刊載於ettoday 2002年8月23日
- 證嚴法師公開聲明：決定不上訴《中時晚報》與《聯合晚報》2003年9月17日
- 臺灣花蓮地方法院民事判決　九十年度訴字第二五六號 （页面存档备份，存于）